# فيصل القصيري
فيصل صالح القصيري (من مواليد 1957 في مدينة الموصل بالعراق) هو شاعر وناقد عراقي.

## مسيرته
حصل القصيري على دكتوراه فلسفة في الأدب العربي الحديث عام 2005 من كلية الآداب في جامعة الموصل.
صدرت له العديد من البحوث والدراسات المنشورة في المجلات والكتب المشتركة.

## الجوائز
حصل بحثه الموسوم «أنثوية السيرة الذاتية – قراءة في سيرة فدوى طوقان» على المركز الأول بجائزة الطيب صالح العالمية للإبداع الكتابي، في محور الدراسات النقدية.

## قائمة أعماله
صدرت له المجاميع الشعرية الآتية:
- 2000: «حدائق الاستفهام» عن دار الشؤون الثقافية العامة في بغداد
- 2000: «أغني لكم» عن منشورات دار الصباح
- 2006: «قراطيس التيه» عن دار الصباح
- 2020: «متكئا على هدوئي» عن دار ماشكي للطباعة والنشر في الموصل

كما أصدر مؤلفات في النقد الأدبي منها:
- 2006: «بنية القصيدة في شعر عز الدين مناصرة» عن دار مجدلاوي في عمّان، الأردن
- 2012: «جماليات النص الأدبي» عن دار حوار في اللاذقية، سوريا